# 130-мм артиллерийская установка Б-2ЛМ
130-мм артиллерийская установка Б-2ЛМ — советская корабельная двухорудийная палубно-башенная артиллерийская установка калибра 130 мм. В качестве артиллерии главного калибра устанавливалась на лидере эскадренных миноносцев «Ташкент» (проект 20И) и эскадренных миноносцах проектов 30, 30-К и 30-бис. Установками Б-2ЛМ также планировалось вооружить лидеры проекта 48.

## Проектирование и испытания
Тактико-техническое задание (ТТЗ) на проектирование 130-мм башенной двухорудийной установки было выдано 15 апреля 1936 года. Эскизный проект установки был утверждён 19 октября 1938 года. Технический проект разработало ОКБ УНКВД (позднее ОКБ-172) и утверждено 16 февраля 1939 года. Качающуюся часть установки должен был изготавливать завод «Большевик», её остальные части — Ленинградский металлический завод.
Заводские испытания опытного образца установки были проведены в июле — августе 1940 года на Ленинградском металлическом заводе. Полигонные испытания проводились в два этапа: с 4 декабря 1940 по 27 января 1941 года и с 27 апреля по 27 мая 1941 года. За время испытаний было произведено 240 выстрелов. По результатам испытаний дана рекомендация принять установку на вооружение. Три башенные установки Б-2ЛМ были установлены на лидере «Ташкент» к 8 июля 1941 года вместо пушек Б-13. Государственные корабельные испытания Б-2ЛМ провели на «Ташкенте» в июле 1941 года в Севастопольской бухте.
Во время спешной эвакуации судостроительного завода № 198 (Николаев, Украинская ССР) было оставлено пять башенных установок Б-2ЛМ.

## Производство
Серийное производство установок Б-2ЛМ было начато в 1942 году на заводе № 402 и продолжалось до 1953 года на заводах «Большевик», Старокраматорском машиностроительном заводе и заводе № 75 (г. Юрга).

## Конструкция установки
Ствол-моноблок установки Б-2ЛМ имел глубокую нарезку. Затвор поршневой двухтактный, у правого и левого орудий затворы открывались влево; открытие затвора производилось вручную. Орудия имели отдельные люльки. Качающаяся часть орудия аналогична пушке Б-13. Механизмы вертикального и горизонтального наведения имели электроприводы.